# Alice (singel)
„Alice” - ballada rockowa napisana i wykonana przez kanadyjską piosenkarkę i autorkę tekstów piosenek, Avril Lavigne dla albumu Almost Alice, ścieżki dźwiękowej do filmu Alicja w Krainie Czarów w reżyserii Tima Burtona. Na początku 2010 roku utwór wydano na singlu. Avril Lavigne napisała piosenkę po tym, jak kierownictwo The Walt Disney Company i reżyser Tim Burton zaproponowali, czy może napisać piosenkę, która promowałaby film oraz soundtrack do filmu. Utwór został wyprodukowany przez Butch Walkera i zremiksowany przez byłego męża Avril, Derycka Whibleya.
Piosenka jest balladą śpiewaną w średnim tempie, jej słowa kierowane są z perspektywy głównego bohatera filmu, Alicji.
Skrócona wersja utworu miała swoją premierę w amerykańskim radiu 27 stycznia 2010 roku. Na płyty CD pełna wersja została wydana 5 marca, trzy dni po albumie Almost Alice.